# 庞国明
庞国明（1958年10月—），河南长垣人，汉族，中国共产党党员。中华人民共和国政治人物、第十三、十四届全国人大河南省代表。曾任开封市中医院院长，以中医内科为专长（尤其是中医药治疗2型糖尿病）。二级主任医师，硕士生导师。2022年获得“全国名中医”称号。

## 生平
2018年，庞国明被选为河南省出席第十三届全国人民代表大会代表。2023年，再次当选为第十四届全国人民代表大会代表。
2024年11月28日，因涉嫌严重违纪违法，被河南省第十四届人大常委会第十二次会议罢免第十四届全国人民代表大会代表职务。